# Lednica Dolna
Lednica Dolna – dawna wieś i południowo-wschodnia część miasta Wieliczki (przedmieście), której centrum znajdowało się w średniowieczu przy obecnej ulicy Mietniowskiej.

## Historia
Wieś Lednica została po raz pierwszy wzmiankowana w 1361. Nazwa wywodzi się od prasłowiańskiego *ledьnica, tzn. jama na lód. W latach 1381 do 1389 była sukcesywnie po kawałku nabywana przez miasto Wieliczkę. W latach 1459 i 1463 po raz pierwszy wzmiankowano dwie osobne Lednice: Lednicza Inferior (prawdopodobnie Dolna, później też Minor/Parva, tj. Mała Lednica) i Maior Lesznicza (Górna, też Magna, Superior). W XVI wieku Lednica Dolna częściowo zrosła się z Mierziączki (od 1613 miastem) w okolicy dzisiejszej ul. Lednickiej.
Po I rozbiorze Polski wytyczono nową drogę z Wieliczki do Gdowa, biegnącą przez zabudowania upaństwowionego browaru w Lednicy Dolnej. Po południowej stronie drogi powstała niemiecka kolonia józefińska i samodzielna gmina Lednica Niemiecka (Deutsch Lednica). W 1797 Wieliczka wykupiła Lednicę z Mierziączką. Administracyjnie w granice miasta Lednicę Dolną i Niemiecką włączono w 1934.